# Rajdowe Samochodowe Mistrzostwa Polski 1970

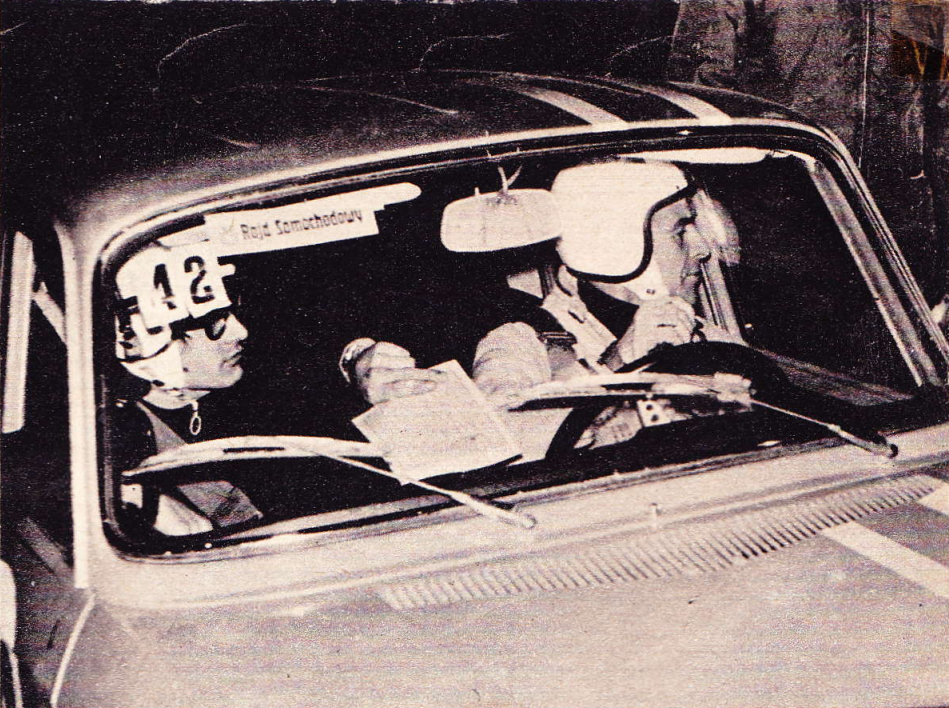
Ryszard Nowicki podczas zwycięskiego 8 Rajdu Warszawskiego

Ten artykuł dotyczy sezonu 1970 Rajdowych Samochodowych Mistrzostw Polski.

## Kalendarz[1]
| Runda | Data           | Nazwa rajdu          | Baza rajdu    | Nawierzchnia  | Zwycięzca            | Raport |
| 1     | 24-26 kwietnia | 3. Rajd Mazurski     | Olsztyn       | asfalt/szuter | Krzysztof Komornicki | Wyniki |
| 2     | 22-24 maja     | 14. Rajd Dolnośląski | Wrocław       | asfalt        | Marian Bień          | Wyniki |
| 3     | 16-19 lipca    | 29. Rajd Polski      | Kraków        | asfalt/szuter | Sobiesław Zasada     | Wyniki |
| 4     | 18-19 września | 20. Rajd Wisły       | Zabrze/Ustroń | asfalt        | Krzysztof Komornicki | Wyniki |
| 5     | 7-8 listopada  | 8. Rajd Warszawski   | Warszawa      | asfalt        | Ryszard Nowicki      | Wyniki |

## Klasyfikacje Rajdowych Samochodowych Mistrzostw Polski 1970[1]
- Puchar Motoru

Punkty w Pucharze "Motoru" przyznawano za 6 pierwszych miejsc według klucza: 8-6-4-3-2-1. Do końcowej punktacji zaliczano zawodnikom 3 najlepsze wyniki. Warunkiem sklasyfikowania był udział w co najmniej dwóch eliminacjach.
W przypadku uzyskania przez kilku zawodników równej ilości punktów w klasyfikacji rocznej o kolejności decydowała:
1) większa ilość lepszych miejsc
2) większa ilość lepszych miejsc w bezpośrednich spotkaniach
3) w razie dalszej równości - ex aequo
W Pucharze "Motoru" klasyfikowane były załogi startujące samochodami polskiej produkcji.
| Poz. | Kierowca/Pilot                             | Samochód              | Pkt |
| ---- | ------------------------------------------ | --------------------- | --- |
| 1    | Adam Masłowiec Konrad Rutkowski            | Syrena 104            | 22  |
| 2    | Ryszard Żyszkowski                         | Polski Fiat 125p 1500 | 22  |
| 3    | Marek Varisella                            | Syrena 104            | 14  |
| 4    | Robert Mucha                               | Polski Fiat 125p 1500 | 14  |
| 5    | Mieczysław Sochacki Zenon Leszczuk         | Polski Fiat 125p 1500 | 13  |
| 6    | Tomasz Pułczyński M. Kopczyński            | Syrena 104            | 11  |
| 7    | Aleksander Oczkowski Mieczysław Spychalski | Polski Fiat 125p 1500 | 11  |
| 8    | Andrzej Gieysztor                          | Polski Fiat 125p 1500 | 9   |
| 9    | Edmund Oprocha Zbigniew Kołaczkowski       | Polski Fiat 125p 1300 | 9   |
| 10   | Ryszard Kopczyk                            | Polski Fiat 125p 1500 | 8   |

- Punktacja RSMP:

Punkty w RSMP przyznawano za 6 pierwszych miejsc według klucza: 8-6-4-3-2-1. Do końcowej punktacji zaliczano zawodnikom 3 najlepsze wyniki. Warunkiem sklasyfikowania był udział w co najmniej dwóch eliminacjach.
W przypadku uzyskania przez kilku zawodników równej ilości punktów w klasyfikacji rocznej o kolejności decydowała:
1) większa ilość lepszych miejsc
2) większa ilość lepszych miejsc w bezpośrednich spotkaniach
3) w razie dalszej równości - ex aequo
Podział samochodów startujących w rajdach zgodnie z regulaminami FIA:
- Grupa I - Seryjne samochody turystyczne. Produkowane w ilości co najmniej 5000 egzemplarzy w ciągu 12 miesięcy. Prawie całkowity zakaz przeróbek mających na celu poprawienie osiągów samochodu. Jeżeli pojemność silnika przekraczała 700 cm3, samochód tej grupy musiał mieć co najmniej 4 miejsca.
- Grupa II - Specjalne samochody turystyczne. Wyprodukowane musiały być w ilości co najmniej 1000 egzemplarzy w ciągu 12 miesięcy. Dozwolony duży zakres przeróbek poprawiających osiągi pojazdu. Tak jak w grupie I, jeżeli pojemność silnika przekraczała 700 cm3, samochód tej grupy musiał mieć co najmniej 4 miejsca.
- Grupa III - Seryjne samochody GT produkowane w ilości co najmniej 1000 sztuk w roku. Pojazdy co najmniej dwumiejscowe. Ograniczenia przeróbek i modyfikacji takie same jak w grupie I.
- Grupa IV - Specjalne samochody GT. Warunkiem homologacji było wyprodukowanie co najmniej 500 egzemplarzy w ciągu 12 miesięcy. Dozwolone przeróbki takie jak w grupie II.

Grupy podzielone były na klasy w zależności od pojemności skokowej silnika:
- klasa 1 - do 600 cm3
- klasa 2 - do 850 cm3
- klasa 3 - do 1000 cm3
- klasa 4 - do 1300 cm3
- klasa 5 - do 1600 cm3
- klasa 6 powyżej 1600 cm3

Samochody grupy IV nie mogły zdobywać punktów do RSMP.
Klasa 6
| Poz. | Kierowca       | Samochód    | Suma pkt |
| ---- | -------------- | ----------- | -------- |
| 1    | Marian Bień    | Porsche 911 | 22       |
| 2    | Janusz Wojtyna | BMW 2002    |          |

Klasa 5
| Poz. | Kierowca              | Samochód              | Suma pkt |
| ---- | --------------------- | --------------------- | -------- |
| 1    | Ryszard Żyszkowski    | Polski Fiat 125p 1500 | 22       |
| 2    | Włodzimierz Markowski | Porsche 912           |          |

Klasa 4
| Poz. | Kierowca             | Samochód            | Suma pkt |
| ---- | -------------------- | ------------------- | -------- |
| 1    | Ryszard Nowicki      | Renault 8 Gordini   | 22       |
| 2    | Krzysztof Komornicki | Renault Alpine A110 |          |

Klasa 3
| Poz. | Kierowca          | Samochód                      | Suma pkt |
| ---- | ----------------- | ----------------------------- | -------- |
| 1    | Andrzej Kuśmierek | NSU 1000                      | 22       |
| 2    | Karol Rimler      | NSU 1000 Fiat 850 Sport Coupe |          |

Klasa 2
| Poz. | Kierowca         | Samochód             | Suma pkt |
| ---- | ---------------- | -------------------- | -------- |
| 1    | Konrad Rutkowski | Syrena 104           | 22       |
| 1    | Marek Varisella  | Syrena 104           | 22       |
| 3    | Marian Skrzypek  | Zastava 750 Fiat 850 |          |

Klasa 1
| Poz. | Kierowca        | Samochód    | Suma pkt |
| ---- | --------------- | ----------- | -------- |
| 1    | Jerzy Bachtin   | Trabant 601 | 24       |
| 2    | Maciej Jasiński | Honda N 600 |          |